# Friedrich Ludwig Langstedt
Friedrich Ludwig Langstedt ( 1750 – 1804 ) foi um  naturalista e padre católico alemão.
Viajou para à índia como religioso. Publicou  Hindostanische Denkwürdigkeiten. Ein Lesebuch zur Beherzigung für jeden Kosmopoliten, em 1799, onde  descreveu a fauna e a flora indiana bem como os costumes que pôde observar.